# Wahlbezirk Österreich unter der Enns 60
Der Wahlbezirk Österreich unter der Enns 60 war ein Wahlkreis für die Wahlen zum Abgeordnetenhaus im österreichischen Kronland Österreich unter der Enns. Der Wahlbezirk wurde 1907 mit der Einführung der Reichsratswahlordnung geschaffen und bestand bis zum Zusammenbruch der Habsburgermonarchie.

## Geschichte
Nachdem der Reichsrat im Herbst 1906 das allgemeine, gleiche, geheime und direkte Männerwahlrecht beschlossen hatte, wurde mit 26. Jänner 1907 die große Wahlrechtsreform durch Sanktionierung von Kaiser Franz Joseph I. gültig. Mit der neuen Reichsratswahlordnung schuf man insgesamt 516 Wahlbezirke, wobei mit Ausnahme Galiziens in jedem Wahlbezirk ein Abgeordneter im Zuge der Reichsratswahl gewählt wurde. Der Abgeordnete musst sich dabei im ersten Wahlgang oder in einer Stichwahl mit absoluter Mehrheit durchsetzen. Der Wahlkreis Österreich unter der Enns 60 umfasste die Gerichtsbezirke Waidhofen an der Thaya, Dobersberg, Litschau und Schrems, wobei folgende zum Wahlbezirk 37 gehörenden Gemeinden vom Wahlbezirk ausgenommen waren:
- Dietmanns, Großsiegharts, Waidhofen an der Thaya (Gerichtsbezirk Waidhofen an der Thaya)
- Heidenreichstein und Litschau (Gerichtsbezirk Litschau)
- Aalfang, Böhmzeil, Brand, Erdweis, Gmünd, Hoheneich, Schrems, Niederschrems, Wielands (Gerichtsbezirk Schrems)

Auch nach der Schaffung des Gerichtsbezirks Gmünd unter anderem aus Teilen des Gerichtsbezirks Schrems blieben die fünf Gemeinden Beinhöfen, Eibenstein, Schwarzbach, Witschoberg und Zuggers Teil des Wahlbezirks 60.
Aus der Reichsratswahl 1907 ging Karl Fisslthaler (Christlichsoziale Partei) als Sieger im ersten Wahlgang hervor. Bei der Reichsratswahl 1911 konnte er sein Mandat erfolgreich verteidigen.

## Wahlen

### Reichsratswahl 1907
Die Reichsratswahl 1907 wurde am 14. Mai 1907 (erster Wahlgang) durchgeführt. Die Stichwahl entfiel auf Grund der absoluten Mehrheit von Karl Fisslthaler im ersten Wahlgang.
| Kandidat                                                                     | Partei                             | Wahlkreis- stimmen | Stimmen- anteil |
| ---------------------------------------------------------------------------- | ---------------------------------- | ------------------ | --------------- |
| Karl Fisslthaler                                                             | Christlichsoziale Partei           | 6390               | 68,9 %          |
| Hans Lenz                                                                    | Sozialdemokratische Arbeiterpartei | 1448               | 15,6 %          |
| Leopold Pöckl                                                                | Agrarier                           | 1338               | 14,4 %          |
| Karl Kittinger                                                               | Deutsche Volkspartei               | 30                 | 0,3 %           |
| Sonstige                                                                     |                                    | 74                 | 0,8 %           |
| Wahlberechtigte: 9905, Ungültige/Leere Stimmen: 197, Wahlbeteiligung: 95,7 % |                                    |                    |                 |

### Reichsratswahl 1911
Die Reichsratswahl 1911 wurde am 13. Juni 1911 (erster Wahlgang) durchgeführt. Die Stichwahl entfiel auf Grund der absoluten Mehrheit von Karl Fisslthaler im ersten Wahlgang.
| Kandidat                                                                     | Partei                                        | Wahlkreis- stimmen | Stimmen- anteil |
| ---------------------------------------------------------------------------- | --------------------------------------------- | ------------------ | --------------- |
| Karl Fisslthaler                                                             | Christlichsoziale Partei                      | 4751               | 54,1 %          |
|                                                                              | Deutscher Hauer- und Bauernbund               | 2508               | 28,5 %          |
| Lenz                                                                         | Sozialdemokratische Arbeiterpartei            | 1085               | 12,3 %          |
|                                                                              | Selbständiger deutsch-freiheitlicher Kandidat | 349                | 4,0 %           |
| Sonstige                                                                     |                                               | 96                 | 1,1 %           |
| Wahlberechtigte: 9565, Ungültige/Leere Stimmen: 350, Wahlbeteiligung: 95,5 % |                                               |                    |                 |